# Nicola Ricciuti
Nicola Ricciuti (Potenza, 9 settembre 1840 – Napoli, 21 gennaio 1910) è stato un magistrato e politico italiano.

## Biografia
Figlio di un notaio dopo la laurea in giurisprudenza svolge il praticantato della professione forense e si associa per qualche tempo in un prestigioso studio legale napoletano. Vinto un concorso per uditore giudiziario opta per la carriera in magistratura; è stato sostituto procuratore a Teramo, Avellino e Napoli, procuratore a Frosinone, procuratore generale presso la corte d'appello di Napoli, Catanzaro, Bologna, Firenze e Roma, primo presidente della corte d'appello di Napoli.